# Dimetilamilamina
La 1,3-dimetilamilamina, metilhexanamina o DMAA es una droga farmacéutica desarrollada por Eli Lilly and Company y comercializado como inhalador descongestionante nasal a partir de 1944 hasta que se retiró voluntariamente del mercado en 1983. La metilhexanamina es una droga simpaticomimética indirecta. Es un estimulante del Sistema Nervioso Central relacionado con la anfetamina, no autorizado en España para formar parte de suplementos alimenticios y está asociada al aumento de la tensión sanguínea, náuseas, vómitos, derrames cerebrales, infarto o incluso la muerte.
Desde 2006 la metilhexanamina se ha comercializado ampliamente bajo muchos nombres como suplemento dietético estimulante o energizante bajo la afirmación de que es similar a ciertos compuestos encontrados en los geranios, pero su seguridad ha sido cuestionada por una serie de efectos adversos y al menos 5 muertos se han asociado con suplementos que contienen metilhexanamina. Se ha prohibido por numerosas autoridades deportivas y agencias gubernamentales.

## Otros nombres
La dimetilamilamina puede aparecer bajo distintos nombres nombres: dimetilpentilamina, dimetilamilamina, pentilamina, geranamina, forthane, 2-amino-4-methilhexano, extracto de raíz de geranio o aceite de geranio.

## Farmacología
La Metilhexanamina es una fármaco indirecto simpaticomimético que constriñe los vasos sanguíneos y por lo tanto tiene efectos sobre el corazón, los pulmones y los órganos reproductivos. También provoca broncodilatación, inhibe el peristaltismo de los intestinos, y tiene efectos diuréticos.

## Caso resonante
En enero de 2017, el velocista jamaiquino Nesta Carter fue declarado culpable por uso de esta sustancia por parte del Comité Olímpico Internacional (COI). Si bien la muestra fue tomada luego de la victoria de Carter y sus compañeros en la carrera de postas 4 x 100 metros en los Juegos de Beijing 2008, la sustancia prohibida fue encontrada recién en 2017. Los oficiales del COI tienen actualmente 15 años para aplicar nuevas técnicas de detección de sustancias en muestras tomadas en ocasión de los juegos olímpicos. Esta sanción que recae sobre Carter, perjudica directamente el récord de medallas de Usain Bolt (quien tenía nueve medallas doradas) al perder éste la medalla ganada en postas junto con Carter.